# Поздняково (Кольчугинский район)
Поздняково — деревня в Кольчугинском районе Владимирской области России, входит в состав Раздольевского сельского поселения.

## География
Деревня расположена на берегу реки Пекша в 14 км на юг от центра поселения посёлка Раздолье и в 20 км на юг от райцентра города Кольчугино.

## История
В конце XIX — начале XX века деревня входила в состав Завалинской волости Покровского уезда, с 1925 года — в составе Кольчугинской волости Александровского уезда. В 1859 году в деревне числилось 17 дворов, в 1905 году — 21 двор, в 1926 году — 27 дворов.
С 1929 года деревня входила в состав Зиновьевского сельсовета Кольчугинского района, с 1954 года — в составе Завалинского сельсовета,  с 2005 года — в составе Раздольевского сельского поселения.

## Население
| 1859 | 1905 | 1926 | 2002 | 2010 | 2021 |
| ---- | ---- | ---- | ---- | ---- | ---- |
| 99   | ↗130 | ↗133 | ↘10  | ↘6   | ↗10  |